# Dalton Highway

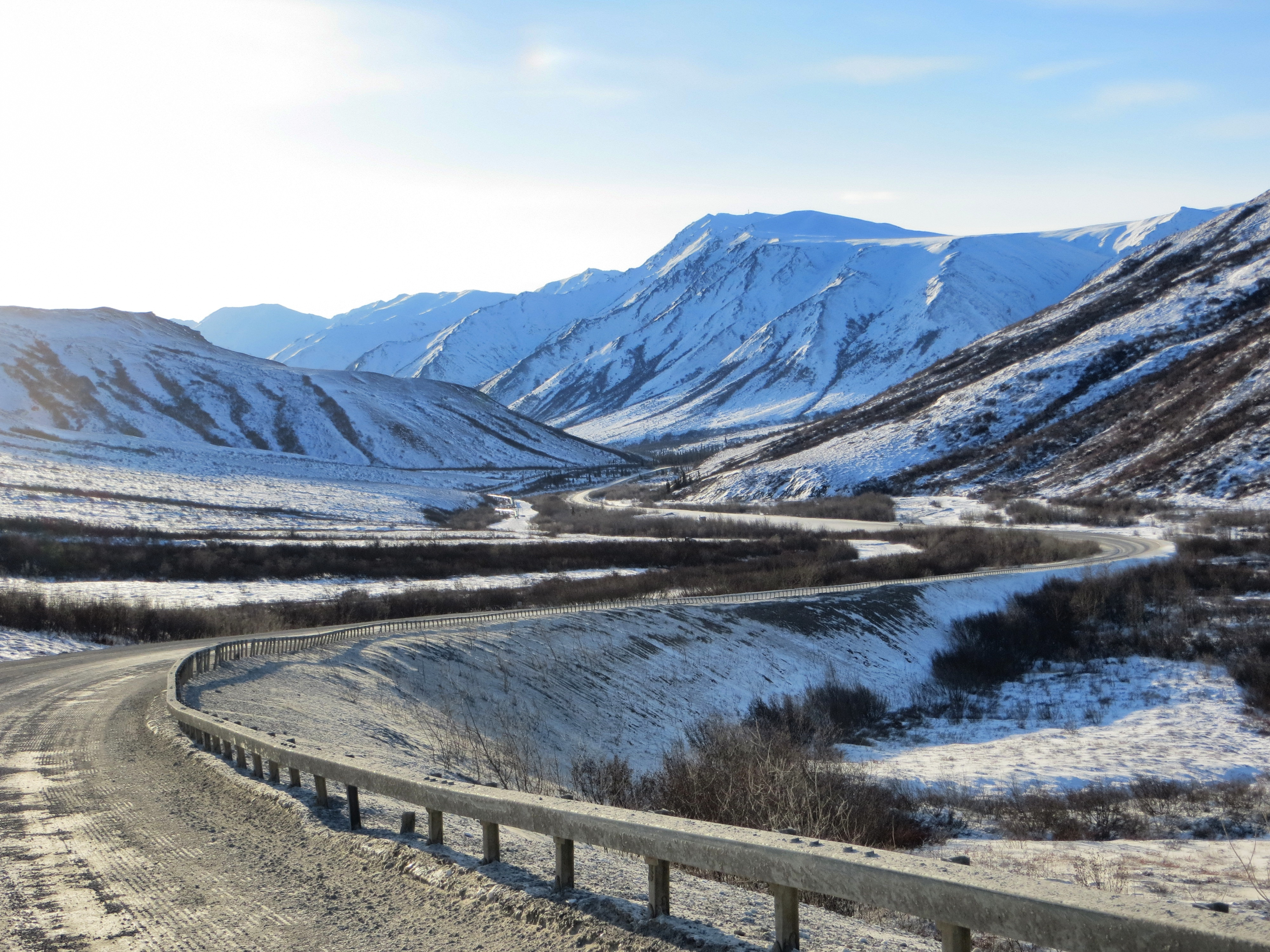
Dalton Highway

Dalton Highway (Alaska Route 11) nebo hovorově Ice Road (ledová silnice) je aljašská silnice, která vede z města Fairbanks na sever do města Deadhorse na pobřeží Severního ledového oceánu. Tvoří důležitou zásobovací trasu a některé její části jsou sjízdné pouze v zimním období, kdy řeky a bažiny zamrznou a stanou se průjezdnými. Dalton Highway, známá pod názvem ledová silnice, se stala legendární pro řidiče kamionů, jejichž osudy zachycuje seriál Trucky na ledě.

## Průběh
Významná severojižní silniční komunikace Dalton Highway začíná severně od Fairbanks, na křižovatce s Elliott Highway. Pokračuje severním směrem, až do města Deadhorse. Prochází přes:
- 90. kilometr: řeka Yukon
- 292. kilometr: Coldfoot
- 304. kilometr: Wiseman
- 399. kilometr: průsmyk Atigun
- 666. kilometr: Deadhorse